# Enrique de Lucas Martínez
Enrique de Lucas Martínez   (l'Hospitalet de Llobregat, 17 d'agost de 1978) més conegut com a Quique de Lucas, és un exfutbolista català que va jugar de migcampista i davanter a diversos clubs europeus.

## Carrera
Nascut a L'Hospitalet de Llobregat, Barcelona, Catalunya, de Lucas va passar per l'acadèmia del RCD Espanyol, debutant amb el primer equip el dia 15 de Maig de 1998 fora contra el Real Valladolid (la seva única aparició a la temporada 1997-98) i l'ascens a la plantilla principal immediatament després. Posteriorment, es va convertir en un element ofensiu important per als Pericos, apareixent en 30 partits de La Liga i marcant quatre gols a la 1999–2000 alhora que ajudava el club a la Copa del Rei d'aquell any.
Després que el seu contracte expirés el 2002, i després d'un préstec modest al Paris Saint-Germain F.C. l'any anterior, de Lucas es va unir al Chelsea amb un contracte de quatre anys, s'utilitza relativament a la seva primera i única temporada. El seu únic objectiu per a l'equip anglès va ser un xut ben executat a la UEFA Cup contra el Viking FK, en una victòria a casa per 2-1 però derrota per 4-5 en conjunt.
De Lucas va tornar a Espanya, amb un gran impacte al Deportivo Alavés, tot i que la major part de la seva etapa es va passar a la segona divisió. Va marcar sis gols en 40 partits, ja que el conjunt basc va tornar al màxim nivell després de dos anys, i va baixar immediatament la temporada següent.
Després d'una altra temporada a la segona divisió, de Lucas es va convertir en el primer fitxatge del Real Múrcia després que la aconseguís un retorn de primer nivell el 2007, acordant un contracte de dos anys. Va participar molt en el seu primer any, en particular marcant en un empat a casa per 1-1 contra el Real Madrid, però el club va tornar a la segona categoria .
L'agost de 2009, de Lucas va tenir una prova amb el Blackpool F.C. de la Football League Championship després que el seu contracte amb el Múrcia hagués expirat, juntament amb Will Haining i Ishmel Demontagnac. No es va concretar un acord, i va fitxar amb el FC Cartagena –acabat de baixar a la segona divisió– poc després; va marcar el primer gol de la nova campanya, una victòria per 1-0 al Girona FC.
A finals de juny de 2010, després d'haver gairebé ajudat el Cartagena a un altre ascens (cinquè lloc, amb possibilitats d'ascens fins a les dues últimes rondes) mentre anotava els 11 gols més destacats de la seva carrera, de Lucas es va traslladar al RC Celta de Vigo. Va aconseguir els mateixos números individuals en els seus dos primers anys –37 partits, nou gols– ajudant els gallecs a ascendir al màxim nivell el 2012 com a com a subcampions.
Després del descens a segona categoria, amb l'Hércules CF, de Lucas es va retirar del futbol als 35 anys. Al febrer de 2015, tanmateix, va tornar a l'actiu, unint-se als amateurs anglesos Biggleswade United F.C.

## Carrera internacional
De Lucas va jugar quatre aparicions amb la selecció espanyola de futbol sub-21, en un període d'un any.